# Liste der Einträge im National Register of Historic Places im Glasscock County
Die Liste der Registered Historic Places im Glasscock  County führt alle Bauwerke und historischen Stätten im texanischen Glasscock County auf, die in das National Register of Historic Places aufgenommen wurden.

## Aktuelle Einträge
| Lfd. Nr. | Name im NRHP                         | Bild | Datum der Eintragung | Adresse/Lage    | Ort         | NRHP-ID | Beschreibung |
| -------- | ------------------------------------ | ---- | -------------------- | --------------- | ----------- | ------- | ------------ |
| 1        | Glasscock County Courthouse and Jail |      | 21. März 2011        | 117 E Currie St | Garden City |         |              |